# 山本昇 (陸軍軍人)
山本 昇（やまもと のぼる、1885年（明治18年）2月7日 - 1969年（昭和44年）12月18日）は、大日本帝国陸軍軍人。最終階級は陸軍主計中将。

## 経歴
1885年（明治18年）に福岡県で生まれた。陸軍経理学校第2期主計候補生として1908年（明治41年）5月24日に卒業した。1930年（昭和5年）8月に陸軍省経理局衣糧課長に就任し、1931年（昭和6年）8月に陸軍一等主計正に進級した。1932年（昭和7年）3月より陸軍糧秣本廠長代理を務め、1934年（昭和9年）6月に台湾軍経理部長に着任した。
1936年（昭和11年）3月7日に陸軍主計監に進級し、12月1日に千住製絨所長に就任した。1939年（昭和14年）8月1日に陸軍主計中将進級と同時に北支那方面軍経理部長に転じ、日中戦争に出動した。1941年（昭和16年）3月1日に東部軍司令部附となり、4月28日に待命、4月30日に予備役に編入された。
1947年（昭和22年）11月28日、公職追放仮指定を受けた。